# Leonce und Lena

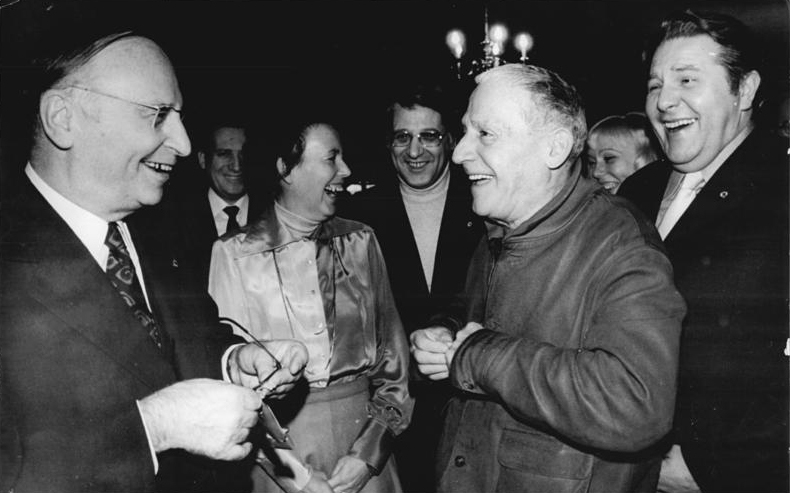
Paul Dessau (fjärde från vänster)

Leonce und Lena (Leonce och Lena) är en tysk opera i två akter med musik av Paul Dessau och libretto av Thomas Körner efter pjäsen med samma namn av Georg Büchner (1836).

## Historia
Trots att Büchners komedi kan tolkas som en antiromantisk satir och en subtil näsknäpp mot härskarklassen representerar Dessaus sista scenverk en estetisk kursändring. Han benämnde operan som sin Così fan tutte och partituret är ett mönster av ekonomi och klarhet. Körners libretto ändrar på Büchners scenordning och tillför en yttre ram till handlingen i vilken Leonce och Valerio ifrågasätter meningen med la fama (berömmelse) och la fame (hunger). Operan hade premiär den 24 november 1979 på Staatsoper i Berlin.
Handlingen, influerad av Shakespeares komedi Lika för lika, rör sig om en prins och en prinsessa som är förlovade men som aldrig har mötts. Ovetande om den andres identitet blir de förälskade i varandra. Vid det förhatliga bröllopet infinner de sig maskerade. Det efterföljande igenkännandet blir en overklig lycka.